# 삼염화 플루오린화 탄소
삼염화불화탄소 또는 트리클로로플루오로메테인(trichlorofluoromethane, CCl3F)은 염화불화탄소의 일종이다. 프레온-11, CFC-11이라고도 한다.